# 김성강
김성강(金成刚, 1975년 ~ )은 대한민국의 배우이다. 중국동포 출신이다.

## 출연작

### 영화
- 2016년 《탐정 홍길동: 사라진 마을》 - 화천 경찰 보안과장 역
- 2017년 《불한당: 나쁜 놈들의 세상》 - 신입 재소자 역
- 2017년 《꾼》 - 카지노 중국인들 역
- 2017년 《익수프레스투어》 - 소현부 역, 중국어 자문
- 2017년 《범죄도시》 - 연길식당 조선족 역
- 2018년 《공작》 - 체포 공안2 역
- 2018년 《독전》 - 하림부하 (목소리) 역
- 2018년 《탐정: 리턴즈》 - 중국 의사 역
- 2019년 《타짜: 원 아이드 잭》 - 낯선 사람들 역
- 2019년 《돈》 - 중국 바이어 역
- 2019년 《천문: 하늘에 묻는다》 - 오양 역
- 2019년 《타짜: 원 아이드 잭》 - 낯선 사람들 역

### 드라마
- 2015년 tvN 일일드라마 《울지 않는 새》 - 중국 바이어 역
- 2015년 KBS2 주말드라마 《부탁해요 엄마》 - 중국 바이어 역장 역
- 2015년 MBC 수목드라마 《달콤살벌 패밀리》 - 왕 사장 역
- 2016년 SBS 일일드라마 《마녀의 성》 - 중국 바이어 역
- 2016년 MBC 주말 특별기획 《내 딸, 금사월》 - 중국 바이어 역
- 2016년 SBS 주말 특별기획 《미세스 캅 2》 - 일본인 관광객 역
- 2016년 MBC 월화 특별기획 《몬스터》 - 마이콜 조직원 역
- 2016년 MBC 일일드라마 《최고의 연인》 - 대만 바이어 역
- 2016년 KBS2 일일드라마 《여자의 비밀》 - 대만 바이어 역
- 2016년 SBS 일일드라마 《당신은 선물》 - 중국 투자자 역
- 2016년 KBS2 시트콤 《마음의 소리》 - 중국 사장 역
- 2017년 KBS1 다큐드라마 《한국사기》 - 한나라 사신 섭하 역
- 2017년 KBS2 수목드라마 《김과장》 - 서안장룡 황쉬엔 역
- 2017년 SBS 드라마스페셜 《수상한 파트너》 - 변호사2 역
- 2018년 소후TV 중국드라마 《계승자계획》 - 한 이사 역
- 2018년 SBS 드라마스페셜 《스위치 - 세상을 바꿔라》 - 왕 사장 역
- 2018년 MBC 주말드라마 《부잣집 아들》 - 왕대륙(몽몽부) 역
- 2018년 중국드라마 《황금손》 - 한 변호사 역
- 2019년 tvN 금요드라마 《막돼먹은 영애씨 17》 - 중국 회장 역
- 2019년 SBS 금토드라마 《녹두꽃》 - 정여창 역
- 2020년 tvN 수목드라마 《머니 게임》 - 중국 바이어 역
- 2020년 중국드라마 《리셋 라이프》 - 장 실장 역
- 2020년 MBC 수목드라마 《꼰대인턴》 - 삥하우주임 역
- 2020년 JTBC 수목드라마 《우리 사랑했을까》 - 금효강 역
- 2020~2021년 SBS 아침드라마 《불새 2020》 - 청 회장 역
- 2022년 KBS1 대하드라마 《태종 이방원》 - 주원장 역